# Euscelidia longibifida
Euscelidia longibifida är en tvåvingeart som beskrevs av Dikow 2003. Euscelidia longibifida ingår i släktet Euscelidia och familjen rovflugor. Inga underarter finns listade i Catalogue of Life.